# Sébastien Grignard
Sébastien Grignard (Mons, 29 aprile 1999) è un ciclista su strada belga che corre per il team Lotto; è professionista dal 2021.

## Palmarès
- 2017 (Juniores)

Campionati belgi, Prova a cronometro Junior
Campionati belgi, Prova in linea Junior
Chrono des Nations Junior
- 2020 (Lotto Soudal U23, una vittoria)

Memorial Igor Decraene (cronometro)

### Altri successi
- 2019 (Lotto-Soudal U23)

Campionati belgi, Cronosquadre

## Piazzamenti

### Grandi Giri
- Tour de France

2024: 129º
2025: 144º
- Vuelta a España

2023: 118º

### Classiche monumento
- Milano-Sanremo

2025: 103º
- Giro delle Fiandre

2022: 73º
2023: ritirato
2024: ritirato
2025: 70º
- Parigi-Roubaix

2021: fuori tempo massimo
2022: ritirato
2023: ritirato
2024: 68º
2025: 40º
- Liegi-Bastogne-Liegi

2021: 141º
2022: ritirato

### Competizioni mondiali
- Campionati del mondo

Bergen 2017 - In linea Junior: 21º

### Competizioni continentali
- Campionati europei

Herning 2017 - Cronometro Junior: 3º
Herning 2017 - In linea Junior: 72º
Alkmaar 2019 - In linea Under-23: 28º
Plouay 2020 - In linea Under-23: 87º